# City College (New York)
Il City College of New York (noto semplicemente come City College in linguaggio colloquiale, abbreviato con la sigla  CCNY) è uno dei maggiori college della City University of New York (CUNY). È anche una dei più antichi centri di alta istruzione di New York, ed il primo ente pubblico di istruzione superiore negli Stati Uniti.

## Presidenti
- Horace Webster, 1847-1869
- Alexander S. Webb, 1869-1902
- John Huston Finley, 1903-1913
- Sidney Edward Mezes, 1914-1927
- Frederick Robinson, 1927-1938
- Harry N. Wright, 1941-1952
- Buell G. Gallagher, 1953-1969
- Robert Marshak, 1970-1979
- Bernard W. Harleston, 1981-1992
- Yolanda T. Moses, 1993-1999
- Stanford A. Roman Jr., (interim) 1999-2000
- Gregory H. Williams, 2001-2009
- Robert "Buzz" Paaswell[1], (interim) 2009-2010
- Lisa Staiano-Coico[2][3], 2010-oggi

## Informazioni
- Rettore: Zeev Dagan
- Atletica: 6 squadre sportive
- Mascotte: castoro[senza fonte]